# 神通川
神通川（日语：／ Jinzūgawa */?）是流經岐阜縣和富山縣的神通川水系之主流，指定為一級河川。

## 地理
上游稱為宮川（みやがわ），進入富山縣，和高原川合流之後，稱為「神通川」。

## 流域自治體
本流
- 岐阜縣: 高山市、飛驒市
- 富山縣: 富山市、南砺市

## 脚注
1. ↑  . 角川日本地名大辞典 オンライン版.   [2022-08-19]. （原始内容存档于2022-12-02）.

## 關連項目
- 神通號輕巡洋艦

## 外部連結
- 神通川 （页面存档备份，存于） - 国土交通省水管理・国土保全局